# Cattleya loddigesii
La Cattleya loddigesii es una especie de orquídea epifita o litofita  que pertenece al género de las Cattleya.  

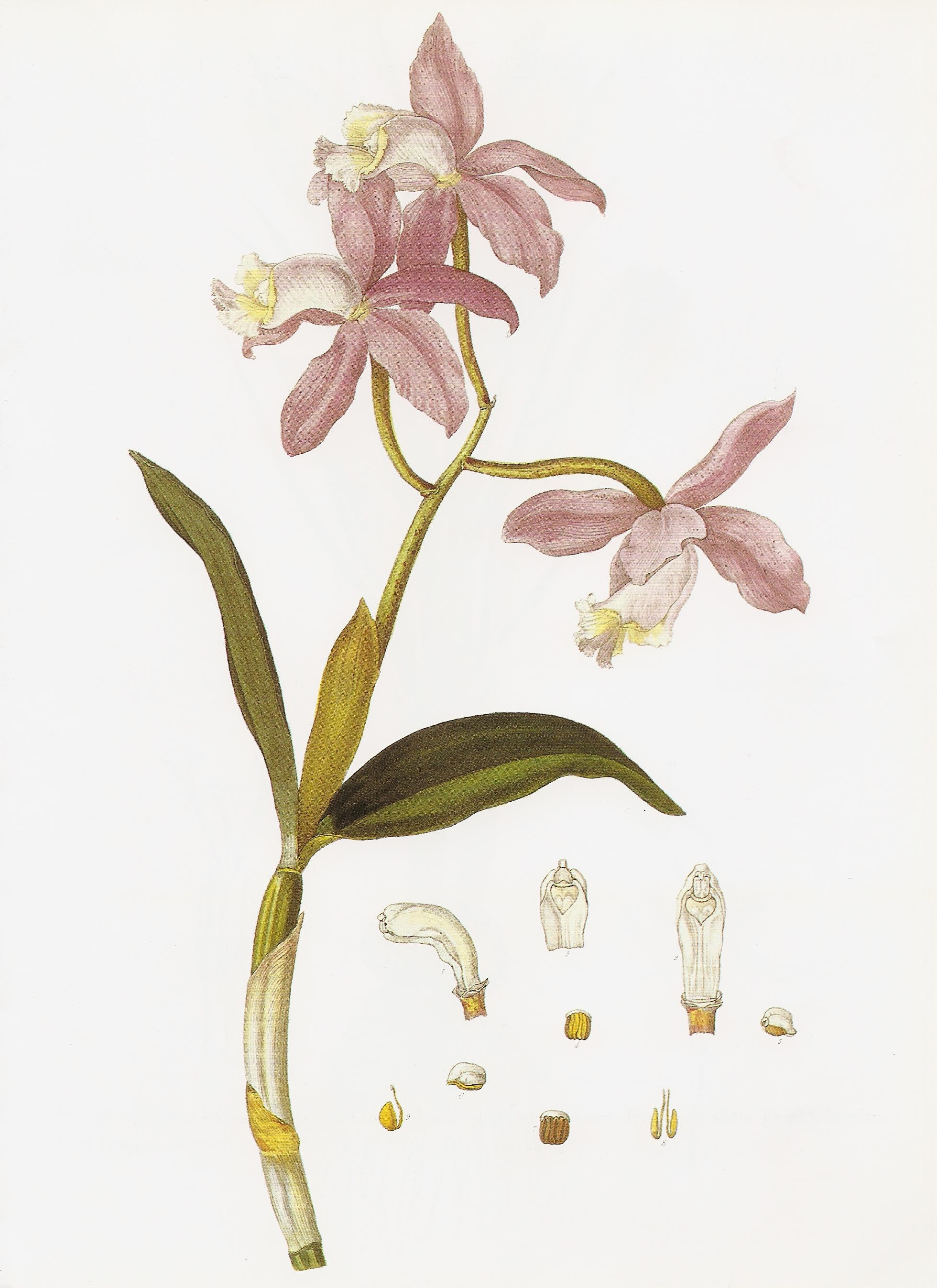
Ilustración de John Lindley, en Collectanea botanica (1821

## Descripción
Es una orquídea de tamaño medio, con hábitos de epifita o  litofita y con pseudobulbos cilíndricos, estrechando basalmente y que lleva 2 hojas apicales, elíptico-oblongas, coriáceas y obtusas. Florece a finales del verano en una inflorescencia terminal, de 30 cm con las flores cubiertas por una gran vaina, seca que tiene cera, es fragante, y de larga vida, con 2-9 flores de colores variables.

## Distribución
Se encuentra cerca de la costa de Bahía en Brasil hasta el sur de Argentina y Paraguay.  

## Taxonomía
Cattleya loddigesii fue descrita por John Lindley  y publicado en Collectanea Botanica t. 37. 1823.
Etimología
Cattleya: nombre genérico otorgado en honor de William Cattley orquideólogo aficionado inglés,
loddigesii: epíteto otorgado en honor del botánico George Loddiges.
Sinonimia
- Cattleya arembergii Scheidw.
- Cattleya candida B.S.Williams
- Epidendrum harrisonianum Rchb.f.
- Epidendrum loddigesii (Lindl.) Rchb.f.
- Epidendrum violaceum Lodd.[5][6]